# Sotiris Kovos

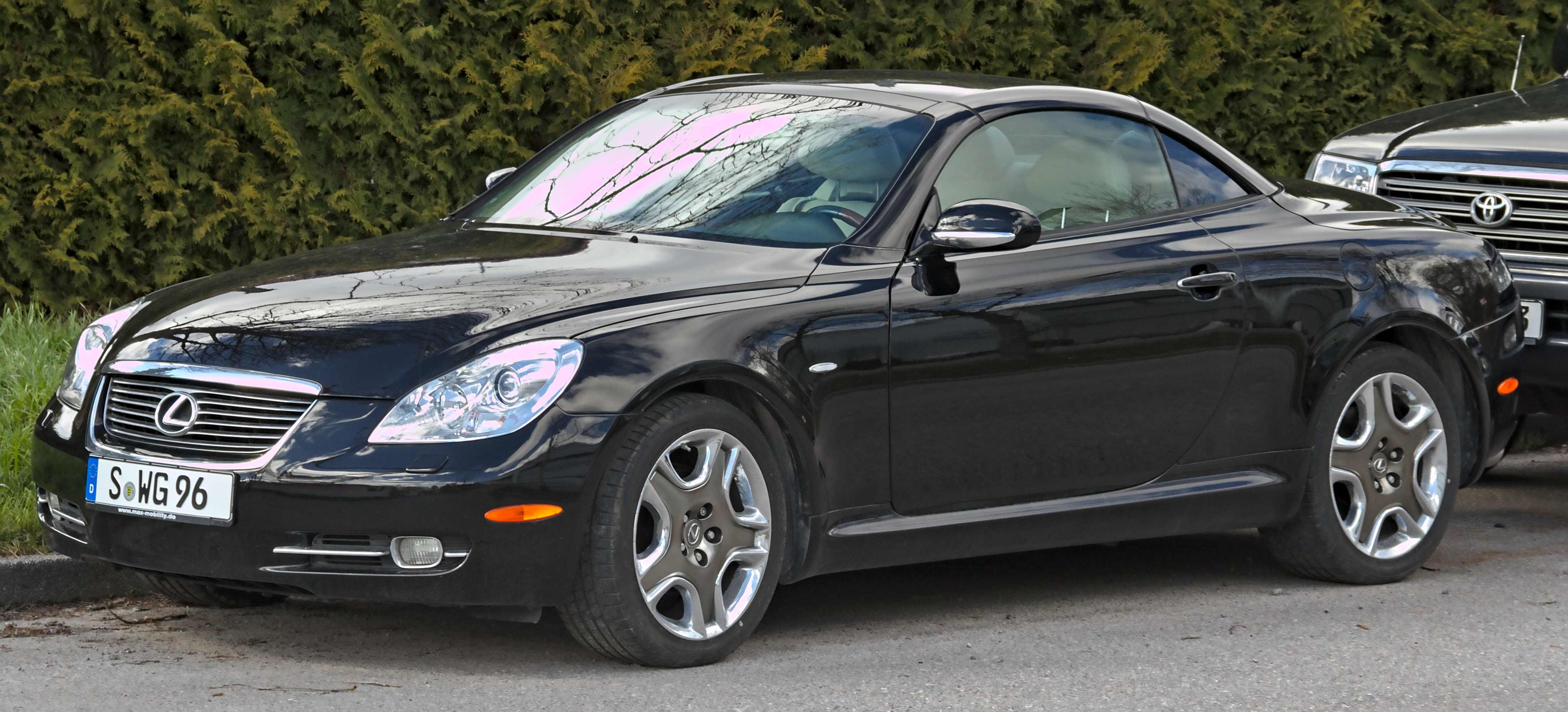
Lexus SC 430

Sotiris Kovos (griechisch Σωτήριος «Σωτήρης» Κωβός), * 1965 in Athen ist ein griechischer Automobildesigner.

## Biografie
Kovos wurde 1965 in Athen geboren und wuchs in Ilio auf. Nach dem Abschluss der Soziologie an der Pantion-Universität Athen studierte er mit einem Stipendium von Mazda am Royal College of Art in London. Zunächst arbeitete er als Karosserie-Designer im Toyota-Lexus European Design Center und später bei Audi. Bekanntheit erlangte er durch das Design des Toyota Yaris, der in Europa und Japan zum Auto des Jahres 2000 ausgezeichnet wurde, sowie den Toyota Echo. Für Lexus entwarf er den SUV Lexus RX, das zweitürige Oberklasse-Coupé SC430, sowie eine Reihe weiterer Modelle. Schließlich war er am Design von Rollern für das griechische Unternehmen Nipponia tätig, sowie anderen Produkten wie Sportwagen, Boote, Fahrrädern und Möbel.